# 川崎市警察部
川崎市警察部（かわさきしけいさつぶ）は、神奈川県警察が警察法第52条に基づき川崎市に設置している部門（市警察部）。同条では「指定市の区域内における道府県警察本部の事務を分掌させるため、当該指定市の区域に市警察部を置く。」と定められており、政令指定都市である横浜市に設置されている。部長の階級は警視正。
所在地は、神奈川県川崎市中原区小杉町3丁目256番地（中原警察署と同じ）。
担当警察署は第三方面の川崎、川崎臨港、幸、中原、高津、宮前、多摩、麻生の各警察署。（川崎市内の全8署）
同県の政令指定都市である横浜市・相模原市には、横浜市警察部・相模原市警察部が設置されており、全国の市警察部と同様な形を取っている。